# Teicophrys robertsi
Teicophrys robertsi är en insektsart som först beskrevs av Rehn, J.A.G. och J.W.H. Rehn 1939.  Teicophrys robertsi ingår i släktet Teicophrys och familjen Episactidae. Inga underarter finns listade i Catalogue of Life.